# Odiellus forumlivii
Espèce
Odiellus forumlivii est une espèce d'opilions eupnois de la famille des Phalangiidae.

## Répartition
Cette espèce est endémique d'Émilie-Romagne en Italie. Elle se rencontre dans les environs de Castrocaro Terme e Terra del Sole.

## Description
Le mâle holotype mesure 7,5 mm.

## Systématique et taxinomie
Cette espèce a été décrite par Caporiacco en 1938.

## Publication originale
- Caporiacco, 1938 : « Aracnidi di Romagna. » Bollettino della Società Eustachiana, vol. 36, no 1, p. 3–10.